# Kateřina (Skalná)
Kateřina (německy Katharinadorf) je malá vesnice, část města Skalná v okrese Cheb v Karlovarském kraji. Nachází se asi 3,5 kilometru jihovýchodně od Skalné. Je zde evidováno 24 adres. V roce 2011 zde trvale žilo 46 obyvatel.
Kateřina leží v katastrálním území Vonšov o výměře 4,44 km².

## Historie
První písemná zmínka o vesnici pochází z roku 1846.

## Obyvatelstvo
Při sčítání lidu v roce 1921 zde žilo 212 obyvatel, z nichž bylo 206 obyvatel německé národnosti a šest cizozemců. K římskokatolické církvi se hlásilo 206 obyvatel, šest k evangelické.
| Rok            | 1869 | 1880 | 1890 | 1900 | 1910 | 1921 | 1930 | 1950 | 1961 | 1970 | 1980 | 1991 | 2001 | 2011 | 2021 |
| -------------- | ---- | ---- | ---- | ---- | ---- | ---- | ---- | ---- | ---- | ---- | ---- | ---- | ---- | ---- | ---- |
| Počet obyvatel | 202  | 224  | 202  | 165  | 215  | 212  | 297  | 144  | 50   | 65   | 47   | 30   | 20   | 46   | 34   |
| Počet domů     | 14   | 16   | 19   | 18   | 19   | 20   | 25   | 30   | –    | 20   | 19   | 16   | 16   | 18   | 15   |

## Obecní správa
Při sčítání lidu v letech 1880–1959 Kateřina byla osadou obce Nový Drahov v okrese Cheb. Od roku 1960 je částí města Skalná v okrese Cheb.

## Pamětihodnosti
- Národní přírodní rezervace Soos

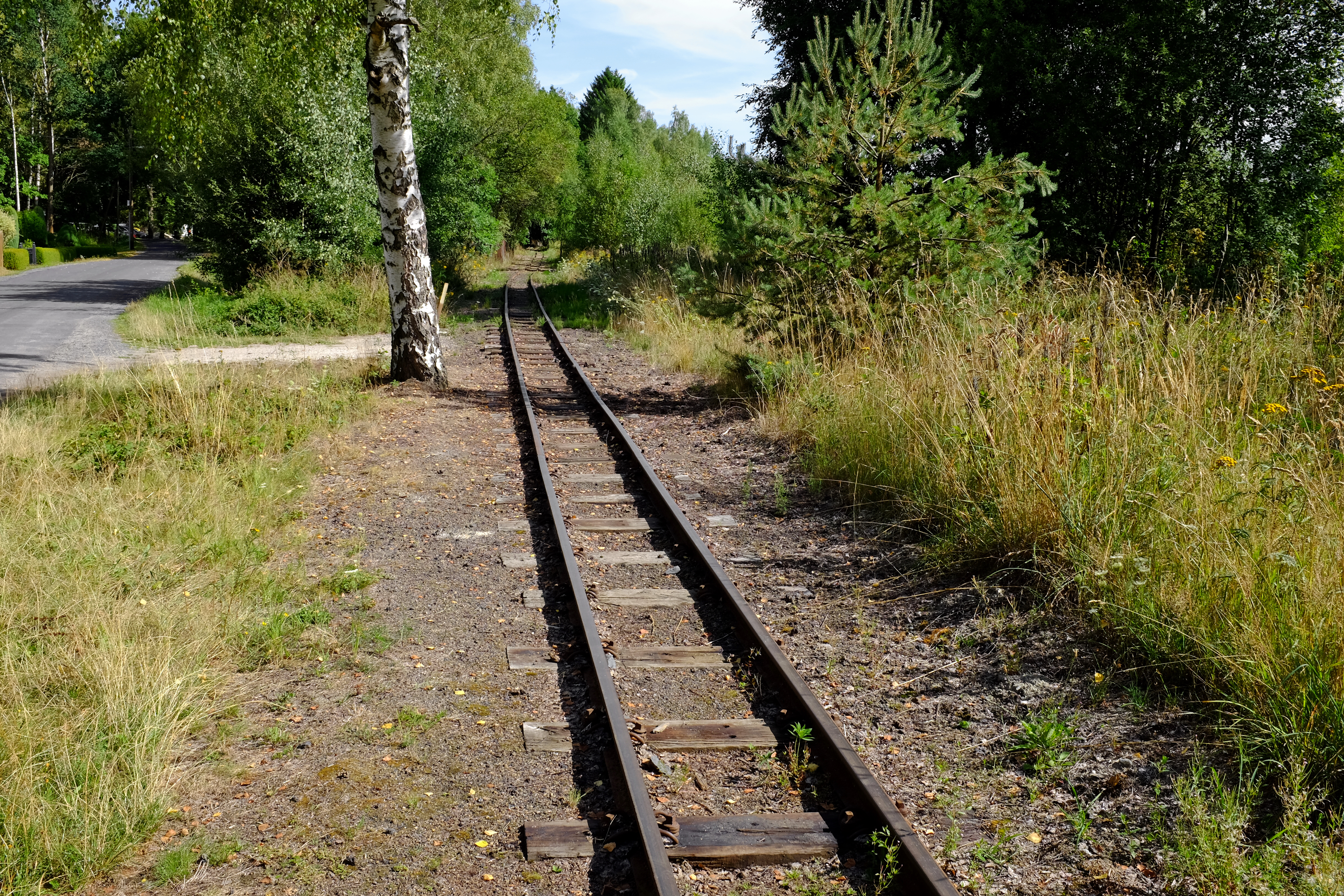
Úzkorozchodná dráha Kateřina

- Úzkorozchodná průmyslová dráha Kateřina